# Eman Markovic
Eman Markovic (Kvinesdal, Noruega, 8 de mayo de 1999) es un futbolista noruego de ascendencia bosnia. Juega en el IFK Göteborg de la Allsvenskan.

## Trayectoria

### Zrinjski Mostar
El 1 de junio de 2018, firmó su primer contrato profesional de 2 años con el club H. Š. K. Zrinjski Mostar de la Premier League de Bosnia y Herzegovina.
Hizo su debut en el fútbol para Zrinjski el 5 de agosto de 2018 en una derrota por 2-0 ante el FK Željezničar Sarajevo y marcó su primer gol para el Zrinjski en una victoria por 1-0 contra el F. K. Krupa el 30 de noviembre de 2018.

## Selección nacional
Representó al equipo nacional de fútbol sub-19 de Noruega en el Campeonato de Europa Sub-19 de la UEFA 2018, luego de que el equipo se clasificó para el torneo por primera vez desde 2005, con Markovic marcando 4 goles en los clasificados.
Marcó dos goles en el torneo final, incluyendo uno en una derrota por 3-0 contra Inglaterra, que le dio a Noruega un lugar en la Copa Mundial Sub-20 de la FIFA 2019, la primera vez que el país calificó para ella desde 1993.

## Clubes
| Club                     | País                 | Año       |
| ------------------------ | -------------------- | --------- |
| H. Š. K. Zrinjski Mostar | Bosnia y Herzegovina | 2018-2019 |
| IK Start                 | Noruega              | 2019-2021 |
| IFK Norrköping           | Suecia               | 2022      |
| IFK Göteborg             | Suecia               | 2022-     |